# Er'an
Er'an (kinesiska: 二安, 二安乡) är en socken i Kina. Den ligger i provinsen Henan, i den centrala delen av landet, omkring 150 kilometer nordost om provinshuvudstaden Zhengzhou. Antalet invånare är 39 657. Befolkningen består av 19 455 kvinnor och 20 202 män. Barn under 15 år utgör 21,0 %, vuxna 15-64 år 70 %, och äldre över 65 år 7,0 %.
Genomsnittlig årsnederbörd är 669 millimeter. Den regnigaste månaden är juli, med i genomsnitt 237 mm nederbörd, och den torraste är januari, med 3 mm nederbörd.